# Thyreus neavei
Thyreus neavei är en biart som först beskrevs av Cockerell 1933.  Thyreus neavei ingår i släktet Thyreus och familjen långtungebin. Inga underarter finns listade i Catalogue of Life.